# أسفل حباط (يافع)

تعديل مصدري - تعديل

اسفل حباط هي إحدى قرى عزلة لبعوس بمديرية يافع التابعة لمحافظة لحج، بلغ تعداد سكانها 165 نسمة حسب تعداد اليمن لعام 2004.